# Andrea Sisti
Andrea Sisti é um cantor e compositor italiano.

## Biografia
Andrea Sisti nasceu nos bastidores em um teatro, o Teatro Stabile del Giallo ", em Roma, fundada por seu pai, Giancarlo, conhecido ator e, acima de tudo, drama.
Sua infância e adolescência ocorre inteiramente no restaurante que tem o nome do avô materno, "Otello em Concórdia, onde Andrea desde tenra idade que respira o ar dos mais altos valores de cinema, cultura, arte, italiano o período pós guerra como Mario Monicelli, Piero De Bernardi, Pier Paolo Pasolini, Alberto Moravia, Federico Fellini, Salvatore Quasimodo para citar alguns, amigos fraternais avô Otello.
Assim, na grande família que é "Otello" e tocar, na verdade, nos bastidores das obras postas em cena por seu pai, Andrea cultiva a sua inclinação para a música e, aproveitando a guitarra clássica estudos realizados na adolescência começa jovens a 19 anos em 1986, compõe a trilha sonora do teatro "angústia" de Frederick Knott, o primeiro show foi no palco, o Teatro Stabile del Giallo "e, em seguida, respondeu no melhor italiano teatros da mesma forma o mesmo trabalho para" Assassinato no Nilo "Aghata Christie do próximo ano.
Neste ponto, após um par de anos para conseguir noites vivem em melhores clubes da capital, juntamente com a Banda Progresso, Sisti se sente preparado para seguir o caminho de seu primeiro amor na música, blues, e voa para Nova Orleães onde durante algum tempo brincando com Feeling Blues, Bourbon Street espaço: um caminho que vai levá-lo a amadurecer e realmente definir a sua alma na música, levando-o a casar com o carácter natural do italiano singer-songwriter.

## Curiosidades
- Atualmente, sua música L’amore che viene faz parte da trilha sonora da novela Poder Paralelo, da Record. A música é tema dos protagonistas Lígia e Tony.

- Andrea Sisti acaba de lançar o quarto álbum de sua carreira solo, intitulado Italiani d’América, primeiro trabalho a ser lançado no Brasil.